# سیبلا ارمنستان
سیبلا ارمنستان (ارمنی: Սիբիլ Հեթումյան) دختر زابل، ملکه ارمنستان و هتوم یکم و پرنسس انطاکیه و کنتس طرابلس پس از ازدواج با بوهموند ششم از سال ۱۲۵۴ تا ۱۲۷۵ میلادی بود. لوئی نهم همچنین مقدمات ازدواج وی با بوهموند را فراهم کرد و به این ترتیب دشمنی قدیمی میان ارمنستان و انطاکیه را پایان داد. وی پس از بوهموند به عنوان نایب حکومت تا زمان رسیدن پسرش، بوهموند هفتم، به سن قانونی قدرت را در دست داشت. 